# Élections régionales de 1999 en Brandebourg
Les élections régionales de 1999 en Brandebourg (en allemand : Landtagswahl in Brandenburg 1999) se tiennent le 5 septembre 1999, afin d'élire les 88 députés de la 3e législature du Landtag, pour un mandat de cinq ans. Du fait de la loi électorale, 89 députés ont été élus.
Le scrutin est marqué par la victoire du Parti social-démocrate d'Allemagne, au pouvoir depuis 1990, qui chute lourdement et perd sa confortable majorité absolue. Le ministre-président Manfred Stolpe assure sa reconduction en formant une « grande coalition » avec l'Union chrétienne-démocrate d'Allemagne.

## Contexte
Lors des élections régionales du 11 septembre 1994, seuls trois partis parviennent à franchir le seuil des 5 % des suffrages exprimés pour entrer au Landtag.
Avec 54,1 % des voix, le SPD du ministre-président Manfred Stolpe progresse de 16 points et s'adjuge une large victoire. Il remporte en effet la totalité des 44 circonscriptions à pourvoir et fait élire 52 députés. La CDU est reléguée loin derrière, totalisant 18,7 % des suffrages, soit un recul de l'ordre de 11 points, et 18 parlementaires. Elle devance le PDS d'à peine 80 bulletins de vote, ce dernier s'offrant une progression de cinq points, ce qui lui donne aussi 18 sièges.
À l'inverse, les Grünen et le FDP — partenaire du SPD dans le cadre d'une « coalition en feu tricolore » — s'effondrent en perdant six et quatre points respectivement. Tous deux perdent ainsi leur représentation parlementaire et obtiennent moins de 3 % des voix.

## Mode de scrutin
Le Landtag est constitué de 88 députés (en allemand : Mitglied des Landtags, MdL), élus pour une législature de cinq ans au suffrage universel direct et suivant le scrutin proportionnel de Hare/Niemayer.
Chaque électeur dispose de deux voix : la première (en allemand : Wahlkreisstimme) lui permet de voter pour un candidat de sa circonscription selon les modalités du scrutin uninominal majoritaire à un tour, le Land comptant un total de 44 circonscriptions ; la seconde voix (en allemand : Landesstimme) lui permet de voter en faveur d'une liste de candidats présentée par un parti au niveau du Land.
Lors du dépouillement, l'intégralité des 88 sièges est répartie à la proportionnelle sur la base des secondes voix uniquement, à condition qu'un parti ait remporté 5 % des voix au niveau du Land — sauf le parti représentant la minorité sorabe — ou un mandat au scrutin uninominal. Si un parti a remporté des mandats au scrutin uninominal, ses sièges sont d'abord pourvus par ceux-ci.
Dans le cas où un parti obtient plus de mandats au scrutin uninominal que la proportionnelle ne lui en attribue, la taille du Landtag est augmentée jusqu'à rétablir la proportionnalité.

## Campagne

### Principaux partis
| Parti | Parti                                                                              | Chef de file                        | Résultat en 1994           |
| ----- | ---------------------------------------------------------------------------------- | ----------------------------------- | -------------------------- |
|       | Parti social-démocrate d'Allemagne Sozialdemokratische Partei Deutschlands         | Manfred Stolpe (Ministre-président) | 54,1 % des voix 52 députés |
|       | Union chrétienne-démocrate d'Allemagne Christlich Demokratische Union Deutschlands | Jörg Schönbohm                      | 18,7 % des voix 18 députés |
|       | Parti du socialisme démocratique Partei des Demokratischen Sozialismus             | Lothar Bisky                        | 18,7 % des voix 18 députés |
|       | Union populaire allemande Deutsche Volksunion                                      | Liane Hesselbarth                   | absent 0 député            |

### Sondages
| Institut            | Date       | CDU    | SPD    | Grünen | FDP   | PDS    | DVU   |
| ------------------- | ---------- | ------ | ------ | ------ | ----- | ------ | ----- |
| Institut            | Date       |        |        |        |       |        |       |
| dimap               | 27/08/1999 | 23 %   | 44 %   | 2 %    | 1 %   | 23 %   | 5 %   |
| dimap               | 18/08/1999 | 27 %   | 42 %   | 3 %    | 3 %   | 20 %   | 3 %   |
| Forsa               | 12/08/1999 | 23 %   | 44 %   | 2 %    | 2 %   | 23 %   | 4 %   |
| Infratest dimap     | 09/07/1999 | 29 %   | 42 %   | 3 %    | 1 %   | 20 %   | –     |
| dimap               | 26/06/1999 | 27 %   | 40 %   | 3 %    | 2 %   | 21 %   | –     |
| Infratest dimap     | 29/05/1999 | 25 %   | 50 %   | 3 %    | 2 %   | 18 %   | –     |
| Infratest dimap     | 26/03/1999 | 23 %   | 51 %   | 3 %    | 2 %   | 18 %   | –     |
| Dernières élections | 11/09/1994 | 18,1 % | 54,1 % | 2,9 %  | 2,2 % | 18,7 % | 0,0 % |

## Résultats

### Voix et sièges
|                                   | Parti social-démocrate d'Allemagne (SPD)     | Parti social-démocrate d'Allemagne (SPD)     | 417 377   | 38,16 | 37        | 7             | 433 521   | 39,33 | 0  | 37 | 15            |  |  |  |
|                                   | Union chrétienne-démocrate d'Allemagne (CDU) | Union chrétienne-démocrate d'Allemagne (CDU) | 313 745   | 28,68 | 2         | 2             | 292 634   | 26,55 | 23 | 25 | 7             |  |  |  |
|                                   | Parti du socialisme démocratique (PDS)       | Parti du socialisme démocratique (PDS)       | 276 340   | 25,26 | 5         | 5             | 257 309   | 23,34 | 17 | 22 | 4             |  |  |  |
|                                   | Union populaire allemande (DVU)              | Union populaire allemande (DVU)              | 0         | 0,00  | 0         | en stagnation | 58 247    | 5,28  | 5  | 5  | 5             |  |  |  |
|                                   | Autres                                       | Autres                                       | 86 442    | 7,90  | 0         | en stagnation | 60 649    | 5,50  | 0  | 0  | en stagnation |  |  |  |
|                                   |                                              |                                              |           |       |           |               |           |       |    |    |               |  |  |  |
| Votes valides                     | Votes valides                                | Votes valides                                | 1 093 904 | 97,94 |           |               | 1 102 360 | 98,70 |    |    |               |  |  |  |
| Votes blancs et nuls              | Votes blancs et nuls                         | Votes blancs et nuls                         | 22 970    | 2,06  | 14 514    | 1,30          |           |       |    |    |               |  |  |  |
| Total                             | Total                                        | Total                                        | 1 116 874 | 100   | 44        | -             | 1 116 874 | 100   | 45 | 89 | 1             |  |  |  |
| Abstentions                       | Abstentions                                  | Abstentions                                  | 939 960   | 45,70 |           |               | 939 960   | 45,70 |    |    |               |  |  |  |
| Nombre d'inscrits / participation | Nombre d'inscrits / participation            | Nombre d'inscrits / participation            | 2 056 834 | 54,30 | 2 056 834 | 54,30         |           |       |    |    |               |  |  |  |

### Analyse
Le recul du SPD, anticipé par les sondages depuis juin 1999, est sévère : il perd 146 900 voix et 15 députés, récupérant ainsi un mandat supplémentaire grâce aux premières voix. Son effondrement profite à la CDU, qui engrange 91 900 suffrages nouveaux et sept parlementaires supplémentaires, ainsi qu'au PDS, qui lui prend cinq des sept circonscriptions qu'il perd et gagne 56 700 deuxièmes voix de plus. Le scrutin est également marqué par la percée de l'extrême droite avec l'entrée de la DVU au Landtag grâce à un score d'un peu plus de 5 %, alors que Les Républicains s'étaient contenté de 1,1 % cinq ans plus tôt.

### Conséquences
Manfred Stolpe forme une « grande coalition » entre le Parti social-démocrate et l'Union chrétienne-démocrate et est investi pour un troisième mandat le 13 octobre 1999.